# Rio Claro (Trinidad und Tobago)
Rio Claro ist eine Stadt im karibischen Inselstaat Trinidad und Tobago. Die im Südosten der Hauptinsel Trinidad liegende Stadt ist Verwaltungssitz der Region Mayaro-Rio Claro.

## Lage
Rio Claro liegt im Binnenland, etwa 15 km östlich von Princes Town und 15 km westlich von Mayaro. Die Stadt liegt in den südlichen Ausläufern der Central Range, eines (maximal 307 m hohen) Mittelgebirges, das quer über die Insel Trinidad verläuft. Politisch gehört Rio Claro zum Wahlkreis Mayaro.

## Geschichte
In präkolumbischer Zeit diente die Gegend, in der Rio Claro heute liegt, den dort einheimischen Arawak-Indianern als Lagerpunkt auf Fußmärschen durch die Region. Aus europäischer Sicht „entdeckt“ wurde das Gebiet des heutigen Rio Claro 1777. Zu dieser Zeit verlief ein Zulauf des Ortoire River durch das Gebiet, der von zwei im Auftrag Spaniens operierenden Geographen, Auguste Crame und Juan de Catilla, entdeckt und mutmaßlich wegen seines klaren Wassers „Rio Claro“ benannt wurde. Im Gebiet des heutigen Rio Clara siedelten sich Kakaoplantagen an; ein diesen zugeordnetes Dorf wurde informell nach dem Fluss benannt.
Kurz nach der Eroberung Trinidads durch die Briten veranlasste Gouverneur Ralph Abercromby eine Kartographierung der Insel. Der Geograph, der für die Südostküste der Insel zuständig war, griff für die Kartographierung des Binnenlandes auf die Arbeiten Crames und de Catillas zurück.
1850 ordnete der britische Gouverneur George Harris den Bau einer Straße von Princes Town nach Mayaro an, um das florierende Mayaro an die gut erschlossene Westküste anzubinden und das Land dazwischen zu erschließen. Verantwortlich für den Straßenbau war der leitende Geograph der Regierung, Sainte-Luce d'Abadie, der für den Bau wegen der Unwegbarkeit des Geländes fast ein Jahr benötigte. D'Abadie ließ sich in der Mitte dieser Strecke, zufällig am Rio Claro, ein Haus errichten, das er „Half-Way House“ nannte, auf Deutsch etwa Halber-Weg-Haus. Bis Ende des 19. Jahrhunderts war die Gegend auf amtlichen Karten als „Half-Way House“ verzeichnet.
Zu Beginn des 20. Jahrhunderts war Rio Claro eine Art Vorort von Poole Village, einer fünf Kilometer weiter westlich gelegenen Siedlung. Zu diesem Zeitpunkt bestand Rio Claro lediglich aus diversen Wohnhäusern; jegliche Infrastruktur befand sich in Poole Village. 1914 wurde Rio Claro (im Gegensatz zu Poole Village) an das Eisenbahnnetz der Trinidad Government Railway angeschlossen, was seine wirtschaftliche und administrative Bedeutung schlagartig erhöhte. Der Anschluss erfolgte auf Betreiben der Kakaoplantagenbesitzer der Region, die ihre Produkte so besser nach San Fernando transportieren konnten. Mit dem Anschluss an das Eisenbahnnetz wurde der zuvor informell gebrauchte Name „Rio Claro“ als offizieller Name des Ortes festgeschrieben. Der Ort markierte den Endpunkt der Ausdehnung des trinidadischen Eisenbahnnetzes. 1925 wurde im Ort ein Postamt eröffnet und 1928 eine römisch-katholische Kirche errichtet. In den 1940er-Jahren verfügte Rio Claro über drei Kinos.
Bis 1990 war Trinidad in Counties unterteilt. Im Rahmen einer Verwaltungsreform (Municipal Corporations Act No. 21) wurden 1990 sämtliche Counties aufgelöst und neue Verwaltungseinheiten geschaffen. Bis dato lag Rio Claro im Nariva County, ab 1990 dann als Verwaltungssitz der neu geschaffenen Region Mayaro-Rio Claro.

### Einwohnerentwicklung
| Bevölkerungsentwicklung 1921–2011                                  |
| ------------------------------------------------------------------ |
| 4.0003.0002.0001.00002.05519213.00019462.45219702.42219803.8212011 |

## Wirtschaft und Verkehr

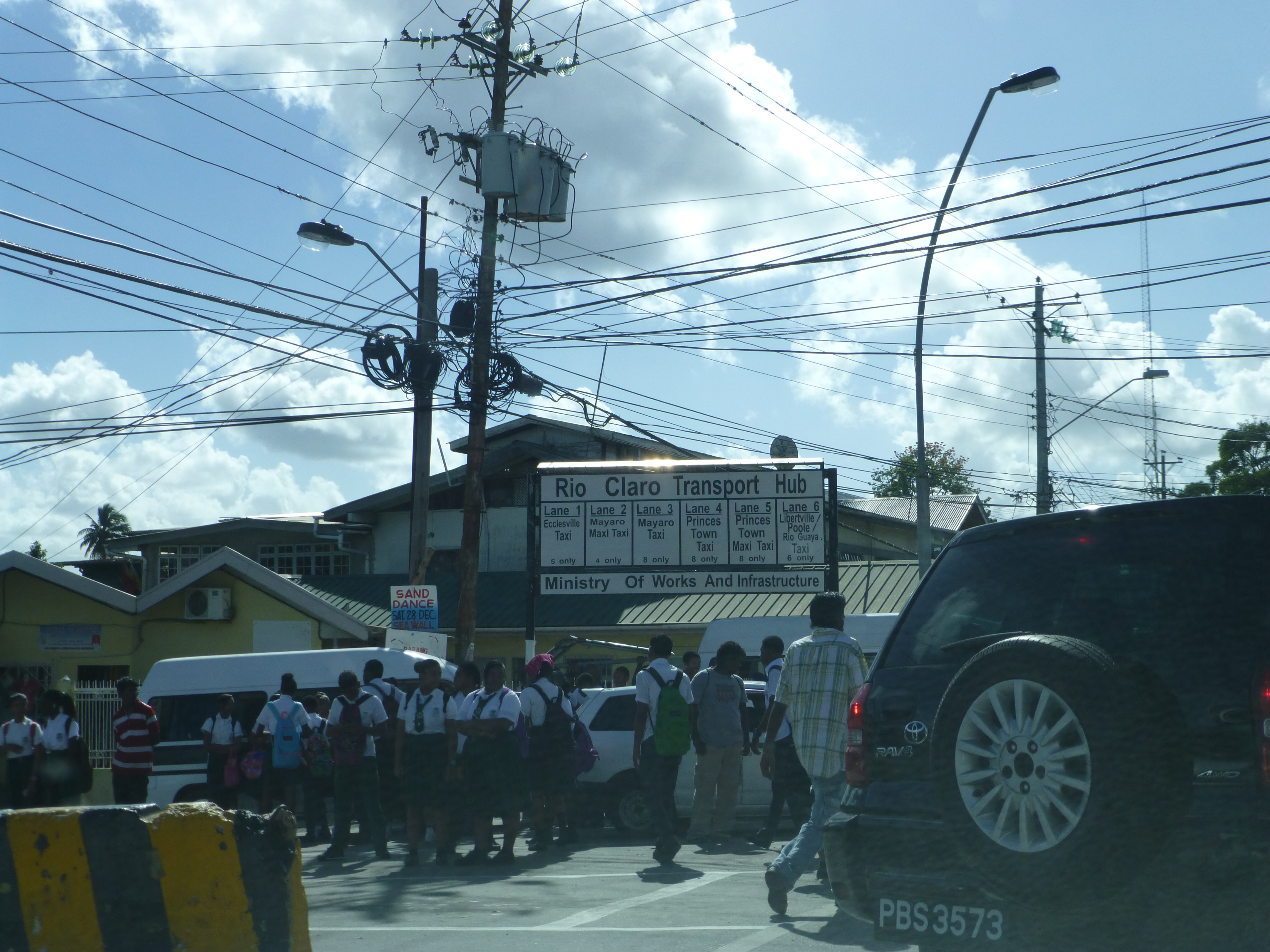
Haltestelle für Sammeltaxis

Der Agrarsektor spielt in Rio Claro noch eine wichtige Rolle, allerdings bei weitem nicht mehr auf dem Niveau wie zur Blütezeit des Kakaoanbaus im 19. Jahrhundert. Kaffee und Kakao werden weiterhin angebaut. Die Holzgewinnung ist wirtschaftlich bedeutend.
Rio Claro liegt fernab der großen trinidadischen Schnellstraßen. Über die in West-Ost-Richtung laufende Naparima Mayaro Road ist es an das 40 km entfernte San Fernando und das 22 km entfernte Mayaro angebunden. Ein Bus der Public Transport Service Corporation (PTSCTT) verkehrt zwischen Chaguanas und Rio Claro.

## Einrichtungen und Kultur

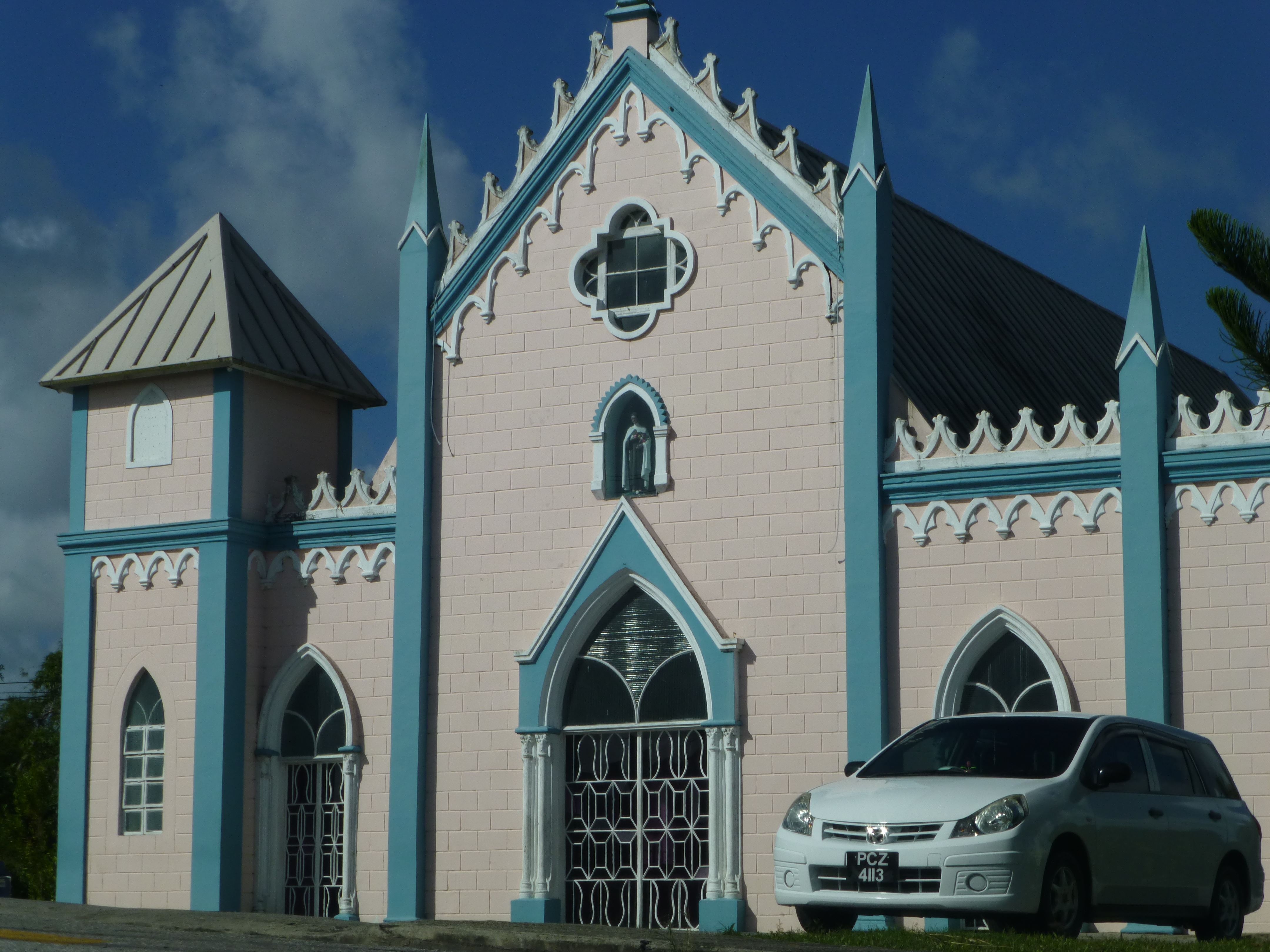
St. Theresa's RC Church

Rio Claro verfügt über zwei Sekundär- und neun Grundschulen, fünf christliche Kirchen, einen Hindutempel und eine Moschee.
Der Ort ist als regionales Zentrum der Parang-Kultur bekannt. Mehrere preisgekrönte Paranggruppen stammen aus Rio Claro; die Rio Claro Parang Group war 1971 Gründungsmitglied der National Parang Association of Trinidad and Tobago (NPATT). Der Geschichte des Ortes wird im Rahmen des jährlich in der letzten Novemberwoche stattfindenden Heritage Festival gedacht, während dessen Ausstellungen, Lesungen und Filmvorführungen stattfinden. Die Steelband Rio Claro Koskeros hat ihren Sitz im Ort.

## Persönlichkeiten
- Sybil Atteck (1911–1975), Malerin
- Lord Superior (1937–2018), Calypsonian
- Brinsley Samaroo (1940–2023), Historiker, Politiker und Universitätsprofessor
- Winston Dookeran (* 1943), Ökonom und Politiker
- Jack Warner (* 1943), Politiker und Fußballfunktionär